# Thomas Godfrey
Thomas Godfrey (Filadelfia, dicembre 1704 – Filadelfia, dicembre 1749) è stato un ottico e inventore statunitense, che nel 1731 inventò l'ottante. Intorno alla stessa data, l'inglese John Hadley inventò, autonomamente, anch'esso un ottante..

## Biografia
Godfrey nacque in una fattoria a Bristol Township, quartiere di Filadelfia in Pennsylvania.
Benjamin Franklin descrisse Godfrey nella sua Autobiografia, citandolo come un "grande matematico" che tuttavia "non era un piacevole compagno", richiedendo nella conversazione "precisione assoluta in ogni cosa detta."
La tomba di Thomas Godfrey si trova nel Laurel Hill Cemetery di Filadelfia.